# Iron Mask
Gli Iron Mask sono un gruppo musicale di metal neoclassico formato nel 1998 dal chitarrista belga Dushan Petrossi, già membro del gruppo Magic Kingdom.

## Discografia
- 2002 - Revenge Is My Name
- 2005 - Hordes of the Brave
- 2009 - Shadow of the Red Baron
- 2011 - Black As Death
- 2013 - Fifth Son of Winterdoom
- 2016 - Diabolica
- 2020 - Master of Masters

## Formazione

### Formazione attuale
- Dushan Petrossi - chitarra
- Mark Boals - voce
- Vassili Moltchanov - basso
- Mats Olausson - tastiere
- Ramy Ali - batteria
- Roma Siadletski - cori

### Musicisti di supporto ed ex-membri
- Goetz "Valhalla Jr." Mohr - voce
- Carsten "Lizard" Schulz - voce
- Göran Edman - voce
- Oliver Hartmann - voce, cori
- Phil Letaw - voce
- Max Leclerq - voce (Fairyland, Magic Kingdom)
- Steve Williams - tastiere (Power Quest, Eden's Curse)
- Richard Andersson - tastiere
- Andreas Lindahl - tastiere
- Philippe Giordana - tastiere (Fairyland)
- Youri De Groote - tastiere
- Lars Eric Mattsson - chitarra
- Erik Stout - batteria
- Anton Arkhipov - batteria (Exhumator, Magic Kingdom)